# Jamtal
Das Jamtal ist ein südliches Seitental des Paznauntals und wird vom Jambach durchflossen, der bei Galtür in die Trisanna mündet.
Es erstreckt sich vom Paznaun rund 13 Kilometer in südliche Richtung. Im oberen Teil steht die Jamtalhütte (2165 m ü. A.), welche am Futschölbach, einem orographisch rechten Seitenbach, steht. Am Talschluss befindet sich der Jamtalferner.
Im unteren Teil befinden sich mehrere Almen: Scheibenalpe, Schnapfenalpe, Alpele, Mentaalpe (1657 m ü. A.) und Eggalpe.
Das Tal liegt vollständig im österreichischen Land Tirol und gehört zur Silvrettagruppe.
Der Name wird im Jahr 1161 (unam alpem in Ambiam) erstmals urkundlich erwähnt. Er leitet sich vom gallischen Wort ambe für 'Fluss' ab.

## Belege
- Jamtal mit Jambach auf Austrian Map.
- Knaurs Lexikon für Bergfreunde, Ernst Höhne, ISBN 3-426-26224-X (Band 3, Seite 160)